# Madonna con la pistola
 Madonna con la pistola è un murale, realizzato con la tecnica dello stencil, dell'artista Banksy. L'opera è ubicata a Napoli in piazza Gerolomini. Per la realizzazione del murale, l'artista è stato influenzato dalla scultura collocata nella chiesa romana di Sant'Agnese in Agone, denominata Sant'Agnese sul rogo, realizzata da Ercole Ferrata.

## Descrizione
Il murale rappresenta una madonna con, al posto della consueta aureola, una pistola. L'opera provocatoria vuole rappresentare il legame tra la mafia e la religiosità. Nel 2016, il murale è stato messo in sicurezza apponendo sopra di esso una lastra di vetro.